# Maximilien III d'Autriche
Maximilien III, surnommé le Maître allemand (en allemand : der Deutschmeister), né le 12 octobre 1558 à Wiener Neustadt en Autriche et mort le 2 novembre 1618 à Vienne, est un prince de la maison de Habsbourg, fils de l'empereur Maximilien II et de Marie d'Espagne. En tant qu'archiduc d'Autriche, il est régent de l'Autriche intérieure de 1593 à 1595 et gouverneur du Tyrol de 1602 à sa mort. Mécène féru de technique et de science, il fait venir le père Scheiner à sa cour d'Innsbruck.

## Biographie
Né en 1558, Maximilien III est le quatrième fils du futur empereur Maximilien II de Habsbourg (1527-1576) et de son épouse Marie (1528-1603), fille de l'empereur Charles Quint. Contrairement à leurs frères aînés Rodolphe, Ernest, Albert et Wenceslas ; Matthias et son frère cadet Maximilien ne sont pas envoyés en Espagne pour y recevoir une éducation catholique stricte à la cour de leur oncle Philippe II,  mais ils grandissent à la cour de Vienne. 
Le 4 mai 1585, l'archiduc Maximilien est nommé coadjuteur de Heinrich von Bobenhausen, le 41e grand maître de l'ordre Teutonique en disgrâce auprès de l'empereur. Quand Bobenhausen démissionne en 1590, Maximilien lui succède  à la tête des chevaliers Teutoniques, devenant le premier grand maître issu de la maison de Habsbourg. Dans cette fonction, il tente de s'entremettre entre les princes protestants et catholiques du Saint-Empire. Il réforme les statuts désuets de l'ordre face à son existence précaire au sein de l'Empire.

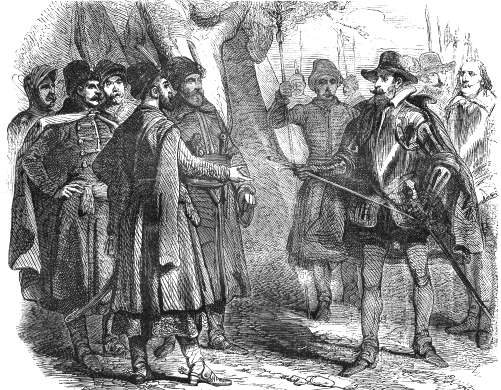
La capture de l'archiduc Maximilien par Jan Zamoyski, illustration d'Ange-Louis Janet, XIXe siècle.

À la mort du roi de Pologne Étienne Báthory, le 12 décembre 1586, l'archiduc Maximilien pose sa candidature à la couronne du royaume, comme le fit précédemment son frère aîné Ernest qui s'était présenté contre Henri de Valois en 1573. Maximilien, soutenu par la famille Zborovski se trouve opposé au futur roi de Suède Sigismond Vasa qui a le soutien d'Anne Jagellon, la veuve du roi défunt. L'élection tourne au chaos, avec plusieurs tués et de nombreux blessés dans les deux camps. Maximilien prend alors la tête d'un corps d'armée, déclenchant la première guerre de Succession de Pologne. En janvier 1588, il est battu par les forces de l'hetman Jan Zamoyski à la bataille de Byczyna et fait prisonnier à Krasnystaw, tandis que Sigismond Vasa est couronné roi de Pologne le 27 décembre 1587 à Cracovie. Il retrouve la liberté après quelques mois, grâce à l'intervention du pape Sixte V et de son légat le cardinal Ippolito Aldobrandini, après avoir renoncé à ses prétentions sur le trône de Pologne. L'inaction de son frère l'empereur Rodolphe II dans cet épisode aura pour conséquence une profonde discorde au sein des Habsbourg.
Entre 1593 et 1595, Maximilien reprend la régence sur l'Autriche intérieure en lieu et place de l'archiduc Ferdinand encore mineur. En 1602, son frère Rodolphe II le nomme gouverneur du comté de Tyrol et de l'Autriche antérieure où Maximilien poursuit les objectifs de la Contre-Réforme. Il fait de sa résidence à Innsbruck un centre artistique, il y invite le prêtre et astronome Christoph Scheiner, son protégé. En 1615, il se fait construire un ermitage dans le couvent des capucins d'Innsbruck où il peut méditer et prier. 
Dans le conflit fraternel des Habsbourg, Maximilien a apporté son soutien à l'archiduc Matthias contre leur frère l'empereur Rodolphe II. À la mort de ce dernier, le 20 janvier 1612, Maximilien renonce à sa candidature comme roi et Empereur contre Matthias et, en 1617, contre son cousin Ferdinand II. Lors de la diète d'Empire convoquée en 1613, il est confirmé en ses fiefs et fonctions par son frère Mathias, le nouvel Empereur. Avec ses cousins Ferdinand et Charles, évêque de Brixen, il se livre en 1618 à la destitution du cardinal puissant Melchior Klesl.

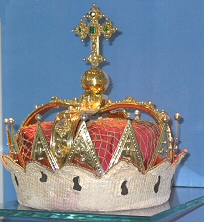
La couronne d'archiduc à Mariastein.

Selon certaines rumeurs, Maximilien eut un fils naturel, le peintre Martin Mittnacht (mort en 1644) qu'il soutient. Son tombeau se trouve dans la cathédrale Saint-Jacques d'Innsbruck. Il est à l'origine de la donation de la couronne d'archiduc tyrolien à l'église de Mariastein. 
La querelle entre les frères de la maison de Habsbourg sert de toile de fond au drame Ein Bruderzwist in Habsburg de Franz Grillparzer (1791-1872).